# Efraim Sklanski
Efraim Sklanski, Эфраим Маркович Скля́нский, Ephraim Sklyansky (ur. 31 lipca?/12 sierpnia 1892 w Fastowie, w guberni kijowskiej, zm. 27 sierpnia 1925 na jez. Long Lake, w Hrabstwie Hamilton, stan Nowy Jork, USA) – dowódca Armii Czerwonej w wojnie domowej w Rosji, najbliższy współpracownik Trockiego, zastępca Trockiego jako przewodniczącego Wojskowej Rady Rewolucyjnej Republiki.

## Życiorys
Urodził się w średniozamożnej mieszczańskiej rodzinie żydowskiej. Od 1899 rodzina mieszkała w Żytomierzu, gdzie ukończył gimnazjum ze złotym medalem (1900-). W latach 1911–1916 studiował na Wydziale Lekarskim Uniwersytetu św. Włodzimierza w Kijowie. Od lipca 1913 członek SDPRR, propagandzista komitetu kijowskiego partii. W armii od 1916 – żołnierz batalionu zapasowego, lekarz 149. czarnomorskiego pułku piechoty. Zrobił błyskotliwą karierę w Armii Czerwonej, w latach 1918–1924 pełniąc funkcję zastępcy przewodniczącego Wojskowej Rady Rewolucyjnej Republiki (ros. Революционный Военный Совет Республики); w latach 1920–1921 członek Rady Pracy i Obrony (Совет Труда и Обороны) i Kolegium Ludowego Komisariatu ds. Zdrowia RSFSR; członek Wszechrosyjskiego Centralnego Komitetu Wykonawczego (Всероссийский Центральный Исполнительный Комитет) i Centralnego Komitetu Wykonawczego ZSRR (Центральный исполнительный комитет СССР).
W kwietniu 1924 został mianowany przewodniczącym trustu „Mossukno” (Объединённые государственные фабрики тонких сукон Московского района ВСНХ). W maju 1925 wysłano go w podróż służbową do Niemiec i Francji. W tym samym roku został mianowany prezesem spółki handlowej Amtorg w Nowym Jorku, jedynym wówczas przedstawicielstwie ZSRR w Stanach Zjednoczonych. Wkrótce nadeszła wiadomość, że na trzeci dzień od dnia przyjazdu Sklanski utonął w jeziorze, pływając łódką w pobliżu wsi Edion, w stanie Nowy Jork, wraz ze swoim poprzednikiem na tej funkcji w Amtorgu, Isajem Churginem. Został pochowany na Cmentarzu Nowodziewiczym w Moskwie – według sowietologa George’a R. Urbana, Stalin odmówił pochowania jego prochów w Murze Kremlowskim.